# Play (концертная резиденция)
Play — концертная резиденция американской певицы Кэти Перри. Первые восемь концертов, которые должны были пройти в Resorts World Theatre с 29 декабря 2021 года по 15 января 2022 года, были анонсированы в мае 2021 года. Позже в том же месяце были добавлены ещё восемь шоу из-за большого спроса, что продлило резиденцию до марта 2022 года. Билеты стали широко доступны для покупки 24 мая после предварительной продажи для тех, у кого есть карты Citibank. В январе 2022 года Перри объявила, что добавила ещё 16 концертов с мая по август. 1 июня 2022 года она объявила, что в октябре добавлено ещё восемь концертов из-за растущего спроса.
Перри открыла серию шоу при аншлаге в Resorts World Theatre, где самое дальнее место находилось всего в 150 футах от сцены. В феврале 2022 года Billboard сообщил о первом наборе кассовых сборов. Она заработала 6,98 миллиона долларов за восемь заявленных дат и привлекла в общей сложности 32 000 посетителей за это время. Благодаря этим заработкам она заняла первое место в чарте Artist Power Index (APX) от Pollstar. 10 апреля 2023 года Перри объявила, что финальное шоу резиденции состоится 4 ноября 2023 года.

## Предыстория
На шоу оказали влияние «Дорогая, я уменьшил детей», «Игровой домик Пи-Ви» и «Большое приключение Пи-Ви». Перри также заявила: «Это будет просто праздник как для ушей, так и для глазф, и это похоже на самый веселый концерт, который я когда-либо слышала на репетиции в своей жизни. Мои соавторы, танцоры и группа, все такие: „Это самая странная идея“».

## Концепция
Некоторые части шоу были описаны такими СМИ, как Vogue, как кэмп, например, Перри спускается с потолка и укладывается на гигантскую кровать, взаимодействует с гигантским туалетом и гигантской маской для лица во время выступления, а также с огромной красной лошадью-качалкой. Кристиан Аллер из Vogue назвал её «Королевой кэмпа» за её подход к шоу, сказав: «Игривый, ироничный подход Перри к одеванию действительно делает шоу для нас. Спустя более десяти лет своей впечатляющей карьеры она явно по-прежнему остается правящей королевой кэмпа».

## Реакция критиков
Действо получило всеобщее признание критиков. Марк Грей из Rolling Stone сказал, что «постановка была больше, чем жизнь» на премьере резиденции, добавив далее: «шоу — квинтэссенция Перри, которая на протяжении 95 минут потакала эмоциональному, запредельному, причудливому, психоделическому и даже пошлому». Мелинда Шекеллс из Billboard также дала положительный отзыв о первом шоу, заявив, что Перри «оставила ещё один незабываемый след на Лас-Вегас-стрип перед аншлаговой толпой из 5000 громко мурлыкающих котов всех возрастов», добавив далее: «'Perry Playland' переносит аудиторию в другое измерение радужного пуха, конфетти в форме сердечек и антропоморфных предметов домашнего обихода размером больше, чем в жизни — это отчасти фантазия, отчасти галлюцинация и совершенно неординарный поступок Перри». Автор статьи Yahoo! Джоанн Джеффри почувствовала, что Перри «в двух словах идеально завершила 2021 год, когда она поджарила гигантскую маску для лица на сцене и спела поверх нескольких гигантских рулонов туалетной бумаги, которые стояли рядом с огромной ванной и унитазом» с Play, и написала, что использованные наряды были «столь же потрясающими».

## Сет-лист
1. «E.T.»
2. «Chained to the Rhythm»
3. «Dark Horse»
4. «Not the End of the World»
5. «California Gurls»
6. «Hot n Cold» / «Last Friday Night (T.G.I.F.)»
7. «Waking Up in Vegas» (jazz remix)
8. «Bon Appétit»
9. «Daisies» (Oliver Heldens remix)
10. «I Kissed a Girl»
11. «Lost» / «Part of Me» / «Wide Awake» (acoustic)
12. «Never Really Over»
13. «Swish Swish»
14. «When I’m Gone» / «Walking on Air»
15. «Teenage Dream»
16. «Smile»
17. «Roar»

На бис
1. «The Greatest Love of All»
2. «Firework»[15]